# Forestle (пошукова система)
Forestle була екологічно вмотивованою пошуковою системою, створеною Крістіаном Кроллом, Віттенберг, Німеччина, у 2008 році. Припинила своє існування в 2011 році. Forestle підтримував збереження тропічних та субтропічних дощових лісів за рахунок доходів від реклами та спрямовував їх на зменшення викидів CO2. Він досить схожий на пошукову систему Ecosia, яка сприяє висаджуванню нових дерев своїми доходами від реклами. Перед тим, як почати співпрацювати з Yahoo, Forestle певний проміжок часу був пов'язаний з Google.

## Внесок у сталий розвиток
Форест рятував 0,1 квадратних метрів (близько 0,12 квадратних ярдів) дощового лісу за одну пошукову подію. Він гарантував, що жертвує 90 % своїх доходів від реклами на програму Adopt a Acre партнерської організації The Nature Conservancy. Організації охорони природи використовували ці пожертви Forestle для підтримки дощових лісів. Станом на 9 грудня 2009 року було врятовано близько 2 910 000 квадратних метрів дощового лісу. Станом на 20 листопада 2010 року було врятовано близько 9 250 000 квадратних метрів дощових лісів.
Forestle пошук також був істотно СО 2 -нейтральним. Forestle.org offsetted працював напоновлюваних джерелах енергії. Задля цього отримав сертифікати для роботи з безпечними джерелами електроенергії. Сертифікати були придбані за 10 % доходу, що залишився після збереження дощового лісу. Це зробило Forestle одним з небагатьох вебпошукових сайтів, які мають зелений сертифікат.
Кількість пошукових запитів на Forestle.org продовжувала значно збільшуватися: Протягом перших двох місяців роботи вона збільшилася більш ніж у шість разів. В грудні 2008 року приблизно з 4000 в день, до понад 24 000 на день у лютому 2009 року. Станом на грудень 2009 року кількість пошукових запитів перевищує 200 000 на день.
Обговорюється ступінь впливу Forestle.org та подібних видів «зелених» пошукових систем; Особливо критикувалась (а тепер знята) в ЗМІ примітка про Forestle, яка закликала не натискати на рекламу, щоб «допомогти» досягти більших доходів від реклами.

## Особливості
Сайт запровадив попередній перегляд вебсторінок для всіх результатів пошуку. Більше того, він запропонував пошук за допомогою так званих показників, наприклад, можна було безпосередньо шукати " гарантований мінімум " у Вікіпедії (замість усієї WWW), набравши «Вікіпедія :: Основний дохід». Мова, обрана для пошуку за індикаторами, автоматично асоціюється, тому пошук на вебсайті США http: // us. Forestle.org або на британському вебсайті http: // uk. Forestle.org призводить до пошуку в англійській Вікіпедії http://en.wikipedia.org та пошуку на німецькому вебсайті http: // de. Forestle.org (або на австрійському вебсайті http: // at. Forestle.org) веде пошук у німецькій Вікіпедії http://de.wikipedia.org . Forestle також надав кілька плагінів браузера, можна було додати до iGoogle, і він був доступний англійською та німецькою мовами (повна версія), а також іспанською та голландською мовами (детально частково англійською).

## Премія «Утопія»
27 листопада 2009 року Forestle отримав нагороду «Утопія» як зразкова організація, яка дозволяє нам почувати себе в інтернеті більш впевнено. Журі, яке присудило цю премію підкреслює, що Forestle «пропонує просту і міцну можливість сприяти захисту існуючих дощових лісів за допомогою використання повсякденної послуги», і що "таким чином Forestle розгортає високу ефективність і вмотивовує споживачів щодо використання пошуковика ".

## Партнери пошукової системи
Forestle був асоційований з Google, поки Google не відкликав функцію пошуку сайту через суперечку щодо того, чи порушено їх умови надання послуг. Forestle.org заявляє, що Google фактично не наводив причин для припинення асоціації. У той час Forestle розмістила на своєму вебсайті повідомлення про те, що Google зв'язалася з ними та пояснила причину заборони Forestle використовувати їх користувацький пошук Google. Дія Google щодо подальшої підтримки Forestle негайно привернула міжнародну увагу. Конфлікт між Google та Forestle детально обговорюються в пресі. Пізніше Форест став асоціюватися з Yahoo .

## Форест припинено
1 січня 2011 року Forestle було припинено та переспрямовано на аналогічну пошукову систему Ecosia .

## Дивитися також
- Екосія
- Список пошукових систем